# Nicotinamidnukleotid-Adenylyltransferase
Nicotinamidmononukleotid-Adenylyltransferase (NMNAT) ist das Enzym, das die Übertragung eines Moleküls Adenosinmonophosphat (AMP) auf Nicotinamidmononukleotid (NMN) katalysiert. Dies ist der letzte Schritt bei der Biosynthese von NAD. NMNAT kommt in Tieren, Bakterien und manchen Pilzen vor. Die meisten Tiere haben zwei paraloge Gene für dieses Enzym, bei Menschen und Mäusen sind drei bekannt, deren Translationsprodukte in jeweils verschiedenen Gewebetypen und Zellkompartimenten lokalisiert sind.

## NMNAT-Isoformen
- NMNAT1 ist im Nukleoplasma von Muskel, Herz, Leber, Nieren und Gehirn als Homohexamer zu finden. Ein Zink(II)-Ion dient als Kofaktor, das Enzym hat 279 Aminosäuren (UniProt Q9HAN9).
- NMNAT2 ist in größeren Mengen in Langerhans-Inselzellen und im Gehirn nachweisbar und ist wahrscheinlich als Monomer an der Außenseite des Golgi-Apparats lokalisiert. Der Kofaktor des Enzyms ist Magnesium und seine Länge ist 307 Aminosäuren. Zwei Isoformen sind bekannt (UniProt Q9BZQ4).
- NMNAT3: über die Gewebetypen, wo dieses Enzym exprimiert wird, ist nichts bekannt. Jedoch scheint es im Zytosol oder/und den Mitochondrien lokalisiert zu sein. Es besteht aus 252 Aminosäuren (UniProt Q96T66).[1][2]

## Katalysierte Reaktion
+  {\displaystyle \longrightarrow }   + PPi
Auf Nicotinat-ribonukleotid (NaMN) wird AMP (aus ATP) übertragen, es entsteht Deamido-NAD+ und Diphosphat. Als Substrat ist auch Nicotinamid-ribonukleotid (NMN) möglich.

## Weitere Funktionen
Es gibt Hinweise auf neuroprotektive Effekte von NMNAT, die unabhängig von ihrer Enzymfunktion sind und auf eine Rolle als Chaperon deuten. NMNAT1 stimuliert die Aktivität von PARP-1 und bindet an Poly(ADP-Ribose).